# Змея Киртланда
Змея Киртланда (лат. Clonophis kirtlandii) — вид змей из семейства Ужеобразные, единственный в роде змей Киртланда (Clonophis). Назван в честь американского натуралиста XIX века Джареда П. Киртланда. Обитают на территории США, не ядовиты.

## История открытия
В 1855 году эту змею впервые идентифицировал Роберт Кенникотт. Он отправил её С. Ф. Бэрду, работавшему в Смитсоновском институте, который от его имени опубликовал описание вида и предложил назвать его в честь Киртланда, так как последний был наставником Кенникотта.

## Распространение
Змеи Киртланда распространены в штатах Иллинойс, Индиана, северной части Кентукки, южном Мичигане, Огайо и на западе Пенсильвании.

## Описание
Длина 30—46 см. Питаются червями, слизнями, мелкими рыбками, саламандрами, лягушками, жабами. В случае опасности змея сплющивается и становится жесткой. Обитают в прериях или подобных им местностях, держась обычно поблизости от какого-либо водоёма.